# Pseudobatos planiceps
La guitarra del Pacífico (Pseudobatos planiceps) es una especie de peces de la familia Rhinobatidae en el orden de los Rhinopristiformes, conocidos como guitarras.

## Descripción
Pez dorso-ventralmente aplanado que puede alcanzar los 125 cm de longitud total, siendo la segunda especie de guitarra más grande en el Pacífico Este.

## Distribución geográfica
Se encuentra en las  costas del Pacífico oriental: desde el sur de México hasta Perú (donde se le conoce como guitarra) y Chile (donde se le llama pez guitarra), incluyendo las Islas Galápagos.
Esta especie es común en Perú, donde se ha capturado regularmente y existe una tradición cultural de consumo. Esto sugiere que su distribución principal se encuentra en las zonas del sur de su área de distribución. El pez guitarra del Pacífico se encuentra en aguas poco profundas de la costa y de la plataforma continental, en las que su profundidad máxima registrada es de 50 m. Los adultos son capturados por las pesquerías principalmente en aguas poco profundas.

## Ecología

### Hábitat
A lo largo de su rango de distribución se han identificado dos ISRAs, las cuales representan hábitats críticos para la sobrevivencia de esta especie. Ambas se encuentras ubicadas en la costa peruana: zona central (Lima e Ica, incluyendo la Reserva Nacional de Paracas) y la zona norte (Piura y Lambayeque, incluyendo la bahía de Sechura). Estas dos áreas son importantes áreas de alimentación. Se desconocen áreas importantes para su reproducción.

### Dieta
Su dieta solo ha sido estudiada frente a las costas de Ecuador y Perú. Esta especie es un mesopredador (consumidor secundario) que se alimenta principalmente de invertebrados (crustáceos, moluscos) y teleósteos (principalmente anchoveta peruana). Para las otras especies de guitarras, los estudios han informado una dieta basada principalmente en invertebrados bentónicos (crustáceos, bivalvos, gasterópodos, gusanos poliquetos) y peces que habitan en el fondo. La dieta de la guitarra del Pacífico en aguas peruanas es única, ya que se alimenta de peces pelágicos (es decir, anchoveta peruana). Perú representa uno de los mares más productivos del mundo en términos de capturas de peces. En el norte del Sistema de la Corriente de Humboldt, la anchoveta peruana es la especie de pez pelágico dominante y de mayor importancia ecológica y es una presa importante para aves marinas, peces teleósteos y mamíferos marinos, tiburones y rayas. El consumo de anchoveta peruana por parte de la guitarra del Pacífico podría explicarse por la alta disponibilidad de este pez en cardúmenes y la plasticidad trófica de este depredador del pez guitarra.

### Importancia ecológica
Las rayas y los tiburones se encuentran entre los excavadores más poderosos y utilizan una variedad de comportamientos (por ejemplo, lanzar chorros de agua y golpear las aletas pectorales) para acceder a las presas . Este proceso, conocido como bioperturbación, puede tener un impacto significativo en las propiedades físicas y biológicas del hábitat del ecosistema bentónico, como la densidad y distribución de la fauna bentónica. Se ha sugerido que la guitarra del Pacífico tiene un papel ecológico en la bioperturbación de comunidades bentónicas en Perú debido a su dieta de invertebrados bentónicos.

### Reproducción
La reproducción es vivípara lecitotrófica. Se desconocen la mayoría de los parámetros reproductivos (período de gestación, edad y crecimiento, estructura de la población). El tamaño de camada tiene un máximo de 9 embriones y la longitud media de madurez es de 78,1 cm LT para los machos y 82,5 cm LT para las hembras.
Se desconoce la edad de madurez, pero basándose en un pariente cercano (Pseudobatos productus) que alcanza un tamaño corporal máximo similar y se encuentra en un hábitat templado, podría tener aproximadamente entre 7 y 8 años. El tamaño al nacer es poco conocido para esta especie.  Según individuos colectados en las regiones de Piura e Ica y parientes cercanos (P. productus y P. prahli), el tamaño al nacer podría ser de aproximadamente 20 a 25 cm longitud total. Se desconoce el período de gestación, pero según un pariente cercano (P. productus), podría durar de 4 a 5 meses.

## Estado de conservación

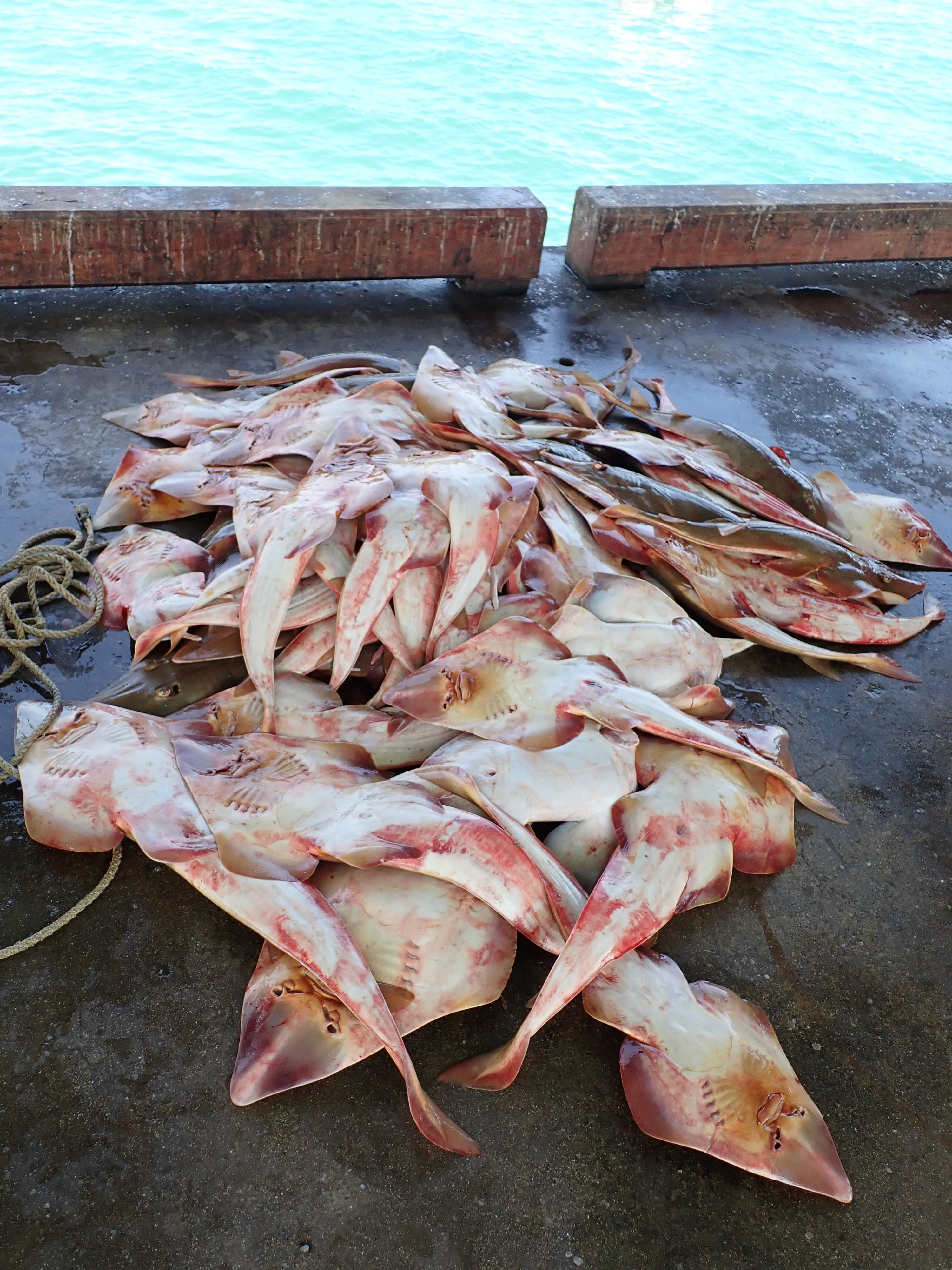
Guitarra del Pacífico Pseudobatos planiceps capturada por la pesquería artesanal

La guitarra del Pacífico desde el año 2020 está incluido en la Lista Roja de la UICN como una especie en estado vulnerable. La última evaluación concluyó que, debido a la intensidad de la presión pesquera en toda su área de distribución y su susceptibilidad a la captura, se sospecha que el pez guitarra del Pacífico ha experimentado una reducción poblacional del 30 al 49% en las últimas 3 generaciones (15 años) debido a los niveles de explotación. Sin embargo su riesgo de extinción podrían ser más serios según último estudio 

### Amenazas
Las rayas rinoceronte (Rhinopristiformes) se consideran el orden de peces marinos más amenazado, y algunos grupos (peces sierra, entre otros) enfrentan un alto riesgo de extinción debido a la interacción con pesquerías costeras.

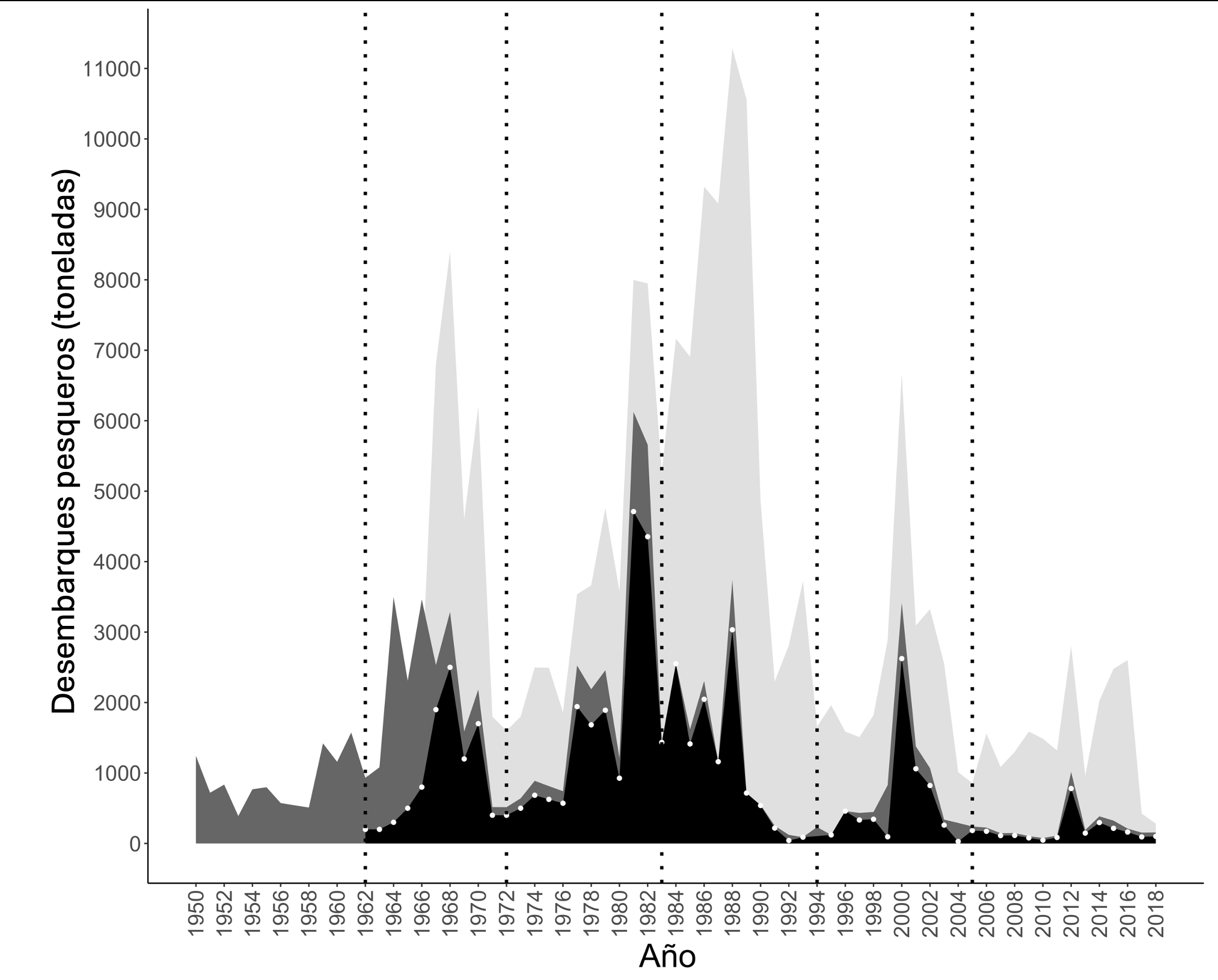
Desembarques históricos del Perú de la guitarra del Pacífico Pseudobatos planiceps

A nivel mundial, Perú tiene uno de datos de desembarques específicos de especies más extensos (56 años) y una de las mayores capturas entre los países que reportan desembarques de peces guitarra. Este conjunto de datos muestra una disminución del 98% en los desembarques desde un máximo en 1981 hasta un mínimo en 2004, mientras que el esfuerzo pesquero aumentó durante este período, lo que sugiere que el agotamiento se produjo a principios de los años 1980. La guitarra del Pacífico es la tercera especie de raya más desembarcada por la pesca artesanal en el Perú, principalmente entre las regiones centro y norte. Los adultos son el estadio de vida que se captura principalmente con redes de enmalle y como captura incidental en la pesca de arrastre industrial, cuya pesca objetivo es la merluza peruana.  A lo largo de su área de distribución, la pesca artesanal en el Perú es la principal causa de la disminución de la población; por lo tanto, es urgente detener esta tendencia para proteger a la guitarra del Pacífico.
Su distribución costera y accesible de este pez de tamaño mediano a grande a las pesquerías, junto con su baja productividad biológica, su refugio limitado de las pesquerías y la degradación del hábitat, han agotado la población de la guitarra del Pacífico, y esta tendencia continúa.

### Manejo
A lo largo de su rango de distribución, no existe ninguna regulación específica para el manejo y conservación de la guitarra del Pacífico. Sin embargo, algunas regulaciones pesqueras podrían haber mejorado su conservación dentro de las primeras 5 millas náuticas desde la costa peruana. El gobierno peruano ha prohibido el uso de redes de arrastre de fondo (dentro de 5 millas náuticas de la costa) y redes chinchorro mecanizado y manual, las cuales operan en la zona litoral. Las redes chinchorro de playa y el arrastre reportaron altos desembarques de la guitarra del Pacífico, pero desde 2009, los registros nacionales del IMARPE dejaron de reportar desembarques. Sin embargo, en el norte de Perú se sabe que se practican redes de arrastre ilegales en pequeña escala (a menos de 5 millas náuticas de la costa) y redes chinchorro de playa. Para un efectivo manejo de sus pesquerías se debería priorizar las zonas que han sido identificadas como ISRAs y que además reportan la mayor presión pesquera 

## Importancia socioeconómica

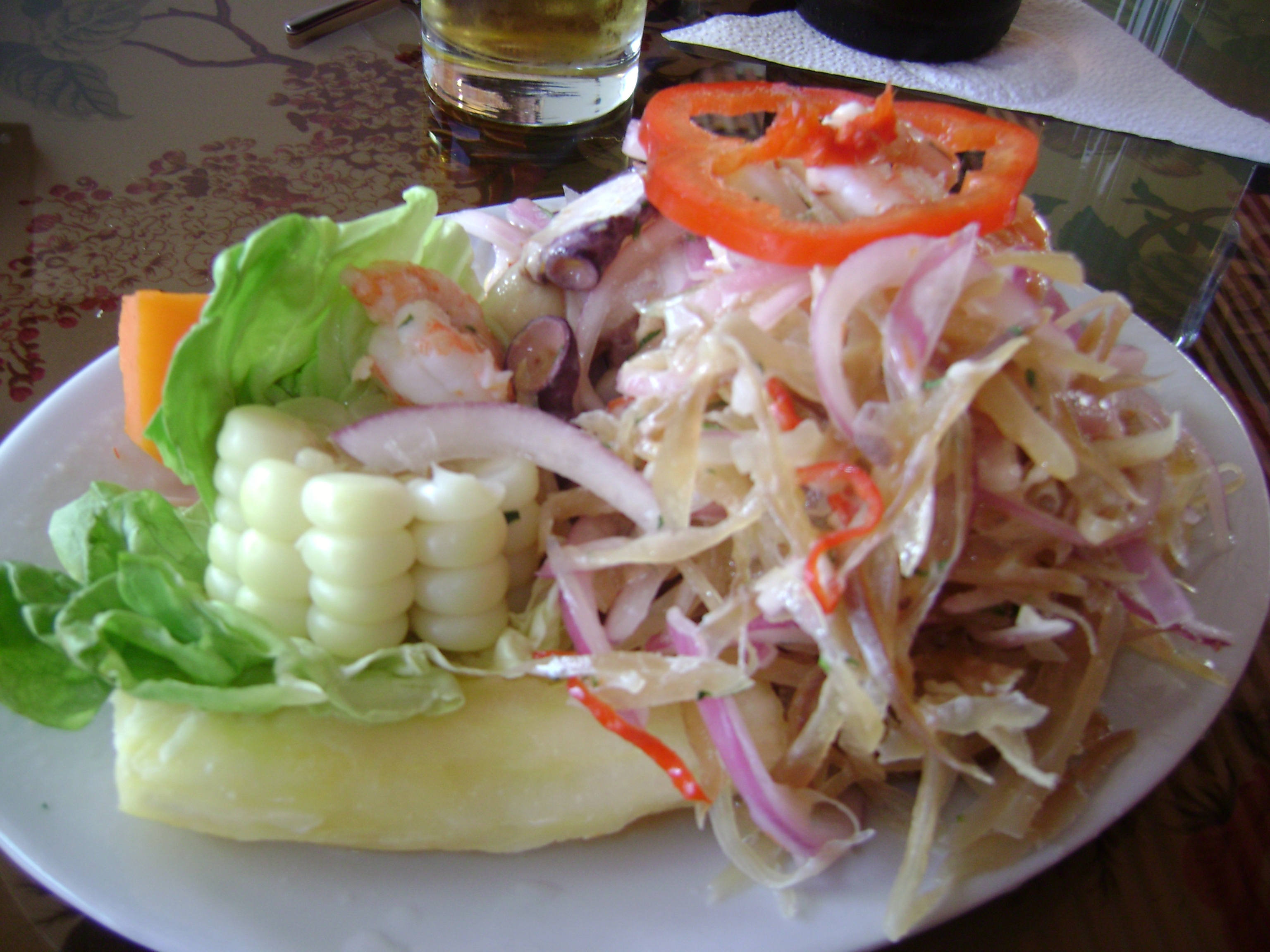
Chinguirito, ceviche peruano a base de guitarra.

A lo largo de la costa norte del Perú, la pesca en aguas poco profundas estaba bien establecida antes del año 9200 a. C. La guitarra del Pacífico ha sido pescada y consumida durante milenios por los pueblos indígenas del Perú. Los registros más antiguos proceden del centro norte (Gramalote, 1800–400 a. C.) y del centro (asentamiento de Asia, 1314 a. C.) de Perú. Posteriormente, culturas preincaicas continuaron con esta tradición en el centro norte del Perú, como las culturas moche (100–750 d. C.) y chimú (1000-1470 d. C.), y en el centro del Perú, como la reino de Chincha (1200 d. C.). Algunas especies de rayas, incluido la guitarra, tenían importancia cultural y culinaria.

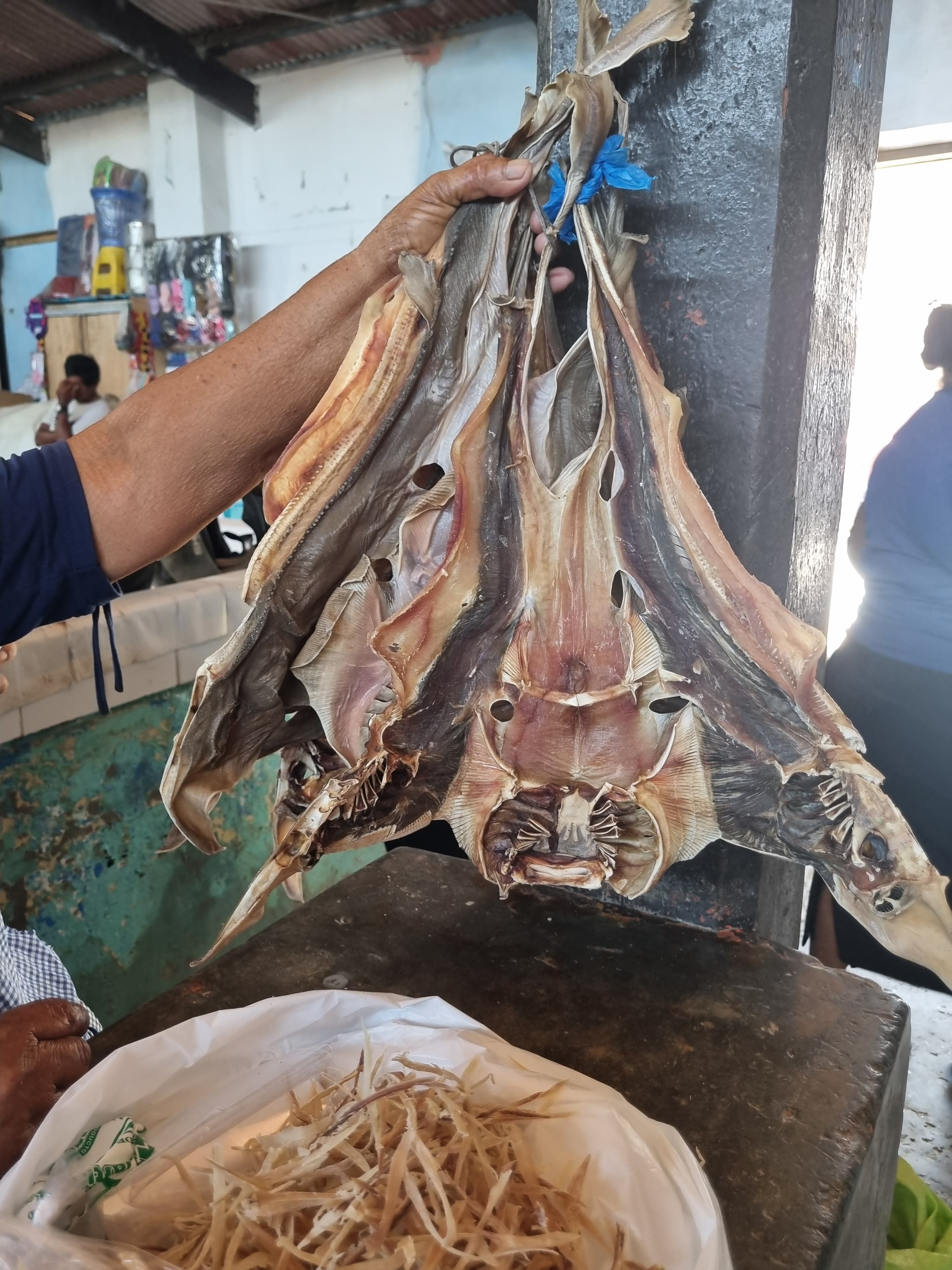
Guitarra del Pacífico seca

Un proceso antiguo clave asociado con el uso y comercio exitoso de la guitarra del Pacífico es el secado del pescado como medio de conservación de alimentos. El ambiente cálido y árido del centro norte de Perú es un entorno ideal para este proceso, por lo que el pescado puede conservarse durante meses o hasta un año. En los tiempos modernos, la guitarra del Pacífico es un importante recurso marino y un elemento cultural de la cocina del medio norte peruano. En la región sur de Piura, Sechura, la bahía más grande del Perú (89 km2), está influenciada por el sistema de humedales marinos costeros de Virrilá. En esta bahía y su estuario asociado, el pez guitarra del Pacífico ha sido un recurso marino importante, siendo esta especie muy abundante hasta al menos 1970. En la costa de Lambayeque, en la que florecieron las culturas moche y chimú, un plato tradicional y popular es el chinguirito. Se trata de un ceviche (pescado crudo curado en jugos de cítricos frescos) que utiliza pez guitarra previamente deshidratado al sol. 
Los sitios de desembarque más importantes son el centro norte de Perú (principalmente de la Bahía de Sechura en Piura y San José en Lambayeque), el centro de Perú (Huacho en Lima y San Andrés en Ica) y el norte de Perú (Puerto Pizarro, Tumbes, fronteriza con Ecuador). Su comercio nacional se ubica en el centro norte del Perú en las regiones de Piura y Lambayeque.